# Schloss Ebeleben

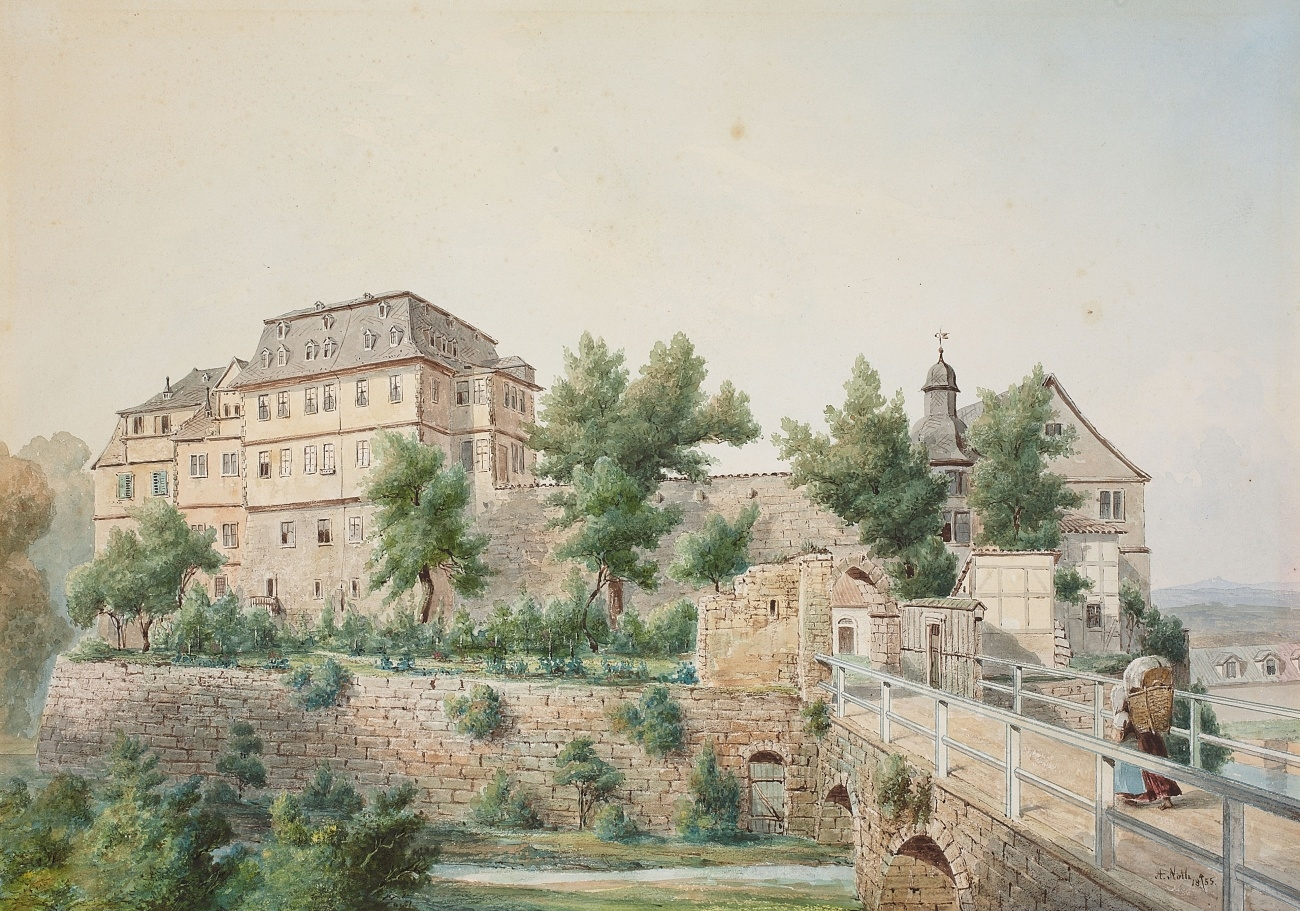
Schloss Ebeleben (1855)

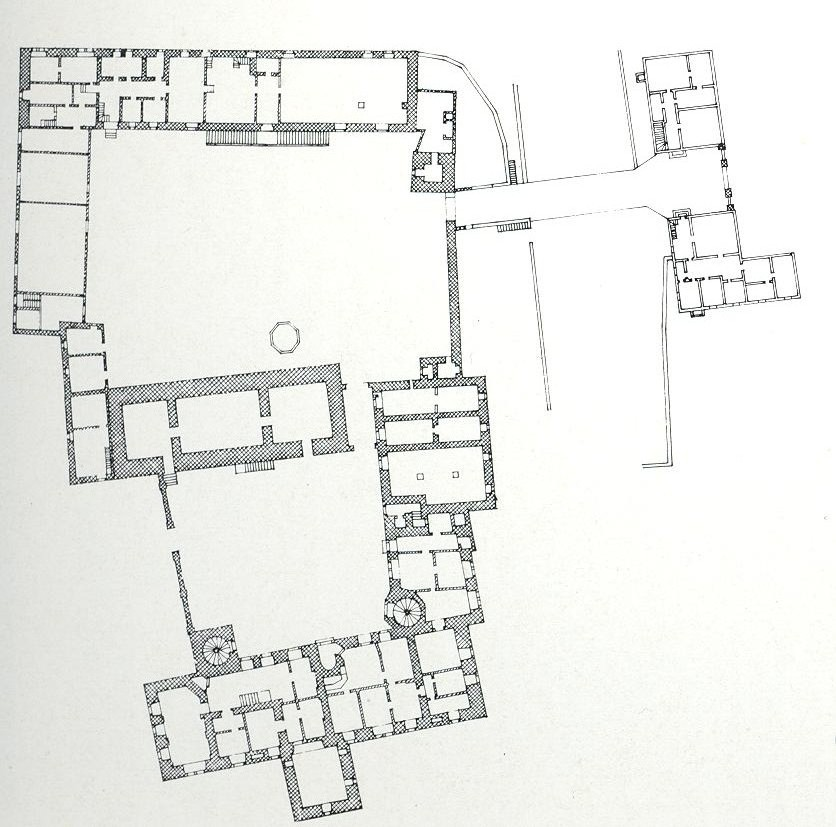
Grundriss des Schlosses Ebeleben vor der Zerstörung

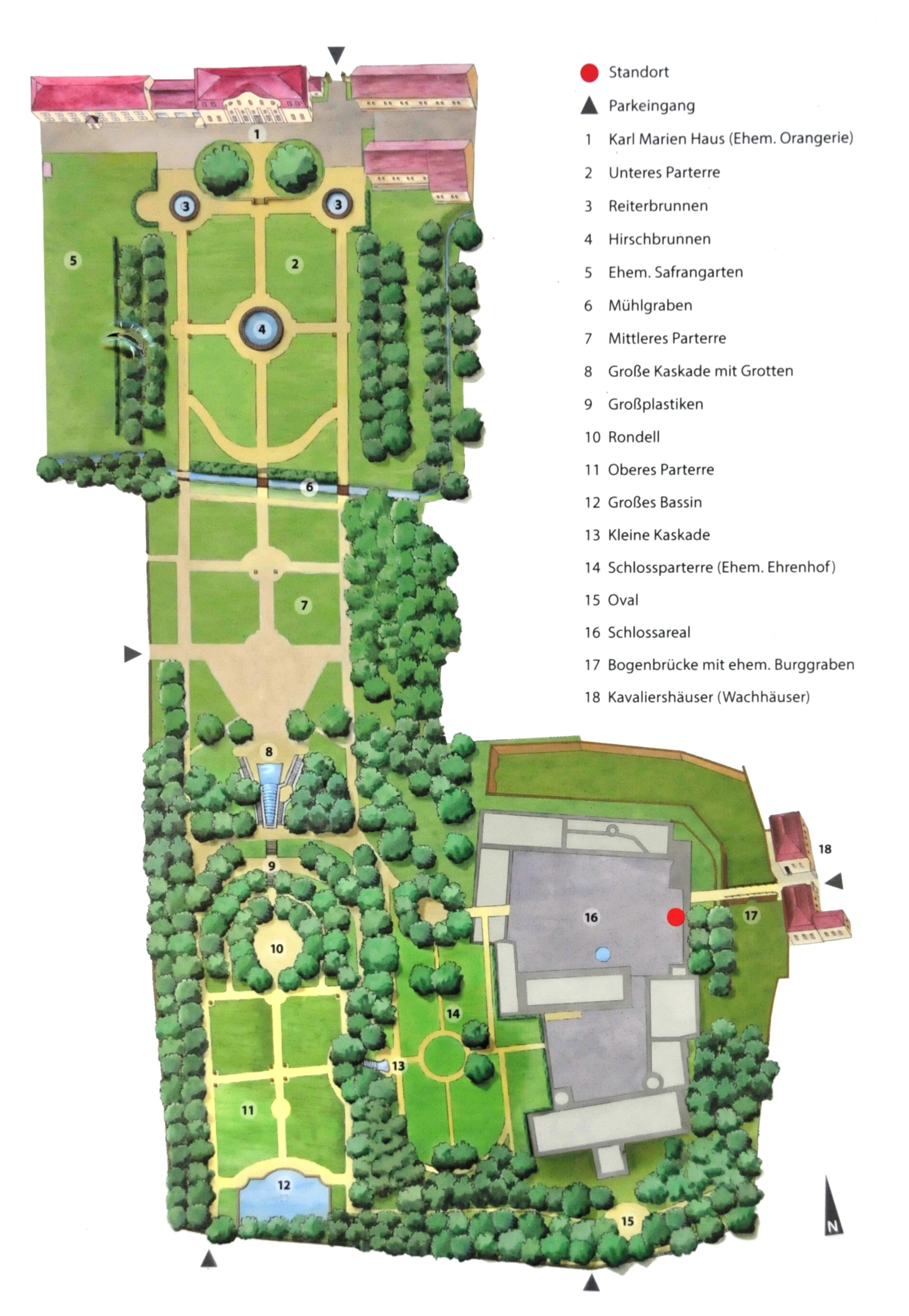
Grundriss von Schloss mit Schlosspark

Das Schloss Ebeleben war eine Schlossanlage im nordthüringischen Ebeleben. Das Schloss gehörte den Schwarzburgern, die es zwischen 1651 und 1681 als Residenz ihrer Nebenlinie Schwarzburg-Ebeleben nutzten. 
Bei einem amerikanischen Artillerie- und Panzerangriff im April 1945 wurden die Gebäude des Schlosses zerstört und die Ruinen wurden später abgetragen. Von kultureller Bedeutung sind bis heute der weitgehend im barocken Ursprungszustand erhaltene Schlosspark und das Palmenhaus.

## Geschichte
Die Ebelebener gehörten zu den „ältesten und ansehnlichsten adelichen Familien in Thüringen“, wie es im Adelslexikon von 1740 heißt. Die Herren und Ritter von Ebeleben waren seit dem 12. Jahrhundert Herren der Burg Ebeleben als Lehnsnehmer zuerst der Thüringer Landgrafen, dann der Schwarzburger Grafen. Der Ritter Apel I. von Ebeleben nahm am 5. Kreuzzug teil. 1544 führten die mit Martin Luther bekannten Herren von Ebeleben in ihren Besitztümern die Reformation ein. Mitglieder des Geschlechts waren Ministeriale und waren am Hofe der sächsischen Kurfürsten aktiv. Sie stifteten gegen Ende des 13. Jahrhunderts das Zisterzienserkloster Marksußra. 1551 kam es zur Auflösung des Klosters, aus dessen Einkünften die bis 1829 bestehende Stiftsschule Ebeleben für arme Knaben erwuchs. Paulus Götz war einer der Schulleiter, Johann Gottfried Gregorii, genannt „Melissantes“, war ein bekannter Schüler.
Erbregelungen und Verschuldungen führten 1616 zum Verkauf des ebelebener Besitztums an das Haus Schwarzburg-Sondershausen unter Ludwig Günther II. Mit Johann Christoph von Ebeleben starb das Geschlecht im Jahre 1651 in Wartenburg/Elbe aus.

### Schloss
Auf der Anhöhe im Nordwesten der Stadt befand sich bis zur Zerstörung 1945 ein umfangreicher, um zwei Höfe gruppierter Schlosskomplex. Bereits seit dem Mittelalter existierte hier eine von einem Wallgraben umgebene Burganlage der Schwarzburger. Zu der seit dem 12. Jahrhundert nachweisbaren Ur-Anlage gehörten das Ebelebener Haus, der Ostflügel des hinteren Hofes und das Mühlhäuser Haus von 1530. Letzterer musste von den Mühlhäusern errichtet werden, da sie die Burg im Bauernkrieg 1525 zerstört hatten. Dieser alte Trakt, der Nordflügel, war ein dreigeschossiger Bau mit Steildach, architektonisch ausgezeichnet durch Vorhangbogenfenster und Staffelgiebel mit rundbogigen Maßwerkblenden. Graf Ludwig Günther II. ließ die Burg von 1661 bis 1666 großzügig zu einem barocken Schloss umbauen. Das Gebäude erhielt einen S-förmigen Grundriss mit zwei zu den entgegengesetzten Seiten offenen Innenhöfen und mit mehreren Nebengebäuden. Aus dieser Zeit stammten der dreigeschossige Südflügel mit dem Schlossturm, der Verbindungsbau zwischen Ost- und Nordflügel, die Mauer des Schlosshofes als westlicher Abschluss mit plastisch-dekorativen Portalen, sowie die Bebauung des vorderen Schlosshofes als Wirtschafts- und Verwaltungsgebäude mit Kanzlei, Marstall und Remisen. Der Innenausbau mit zahlreichen Stuckaturen erfolgte dann im 18. Jahrhundert. 1772 wurde die hölzerne Schlossbrücke durch eine dreibogige steinerne ersetzt und das Tor mit Kavaliershäusern (Torhäusern) errichtet. Im gleichen Jahr entstand das westliche Scheunen-/Stallgebäude im Wirtschaftshof.
Der Schlosskomplex wurde bis 1837 als Wohn- und Regierungssitz der Schwarzburger Fürsten und danach als Verwaltungssitz für Behörden und Wohnraum für Beamte genutzt. 1883 stiftete das regierende Fürstenpaar Karl Günther (1830–1909) und Marie (1845–1930) von Schwarzburg-Sondershausen das umgebaute Orangeriegebäude als „Rettungsanstalt für sittlich verwahrloste Kinder“. 1918 ging die Schlossanlage im Zuge der Fürstenabdankung in den Besitz des Landes Thüringen über. Der Bereich nördlich des Mühlgrabens, nach den Stiftern „Karl-Marien-Haus“ genannt, wurde durch die Innere Mission (heute durch den Novalis Diakonieverein e.V.) weitergeführt. Die Schlossräumlichkeiten wurden in der ersten Hälfte des 20. Jahrhunderts von der Sparkasse und einer Landwirtschaftsschule genutzt. 
Von dem geschilderten Schlossbau sind lediglich einige Grundmauern sowie die Toranlage erhalten geblieben, alles Übrige wurde am 8. und 9. April 1945 durch amerikanischen Panzer- und Artilleriebeschuss zerstört. Die Ruinen um den vorderen Schlosshof wurden bis 1949, die des hinteren Hofes 1952 beseitigt: „Nutzung als Steinbruch“. Im Parkbereich wurde ein Schuttberg aufgeworfen.
Zu DDR-Zeiten gab es verschiedene Pläne der Nutzung des Geländes, von denen jedoch keine nennenswerte umgesetzt wurde.
Mit dem Einigungsvertrag 1990 ging die Anlage in Bundeseigentum über und wurde 1995 der Stadt Ebeleben übereignet. Für etwa 70 Bewohner (Menschen mit Behinderungen) wurden im Bereich des ehemaligen Safrangartens (5) Erweiterungsbauten erbaut. Im Orangeriegebäude gibt es heute neben Wohneinheiten und Räumen auch eine Cafeteria und eine Betriebsküche, außerdem die Verwaltung des Diakonievereins. 
Der Schlosspark liegt an der Via Romea. Für die Buga 2021 in Erfurt wurde der barocke Schlossgarten als Außenstandort gewählt.

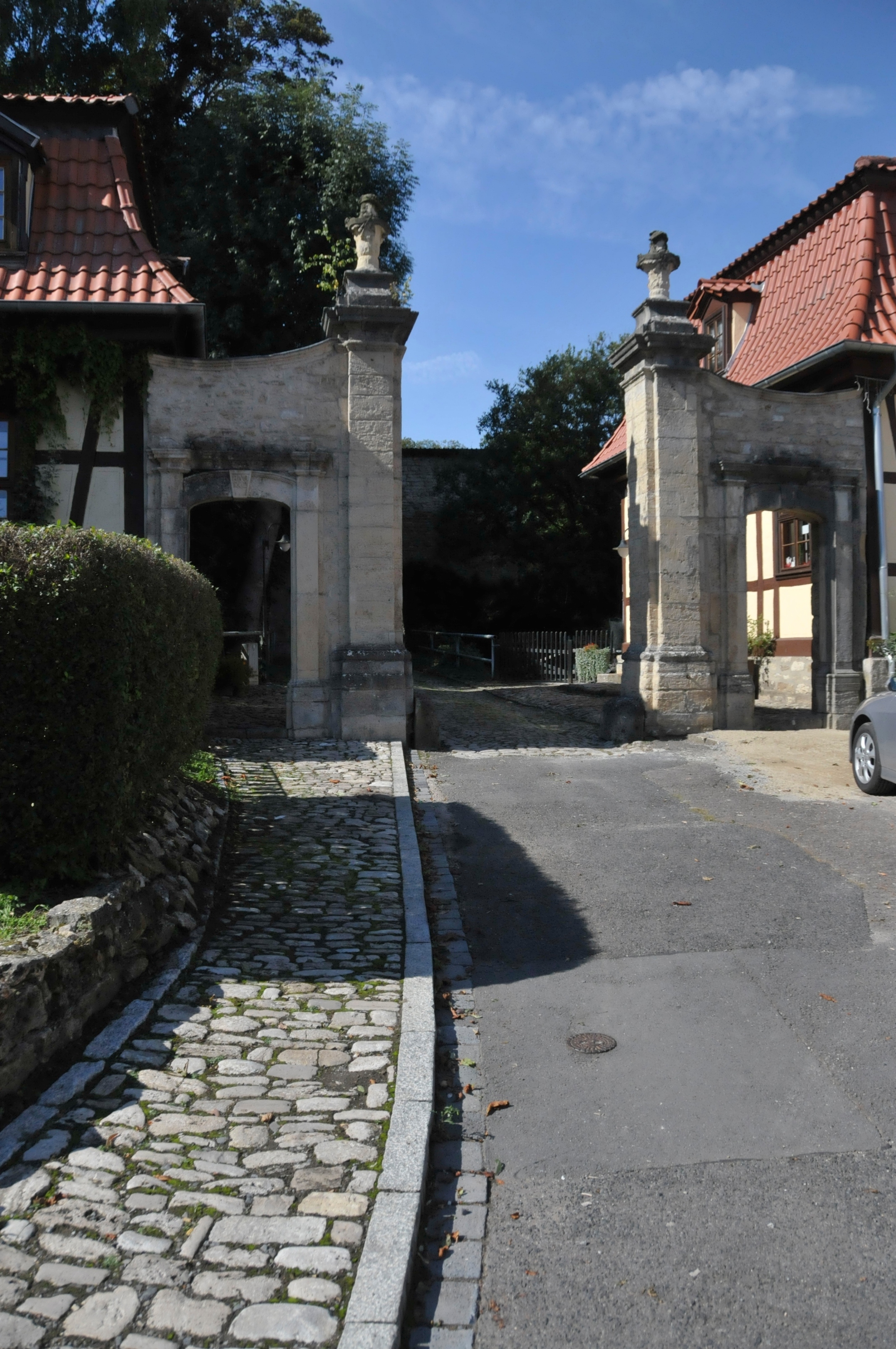
Zugang zum Osttor (2017)
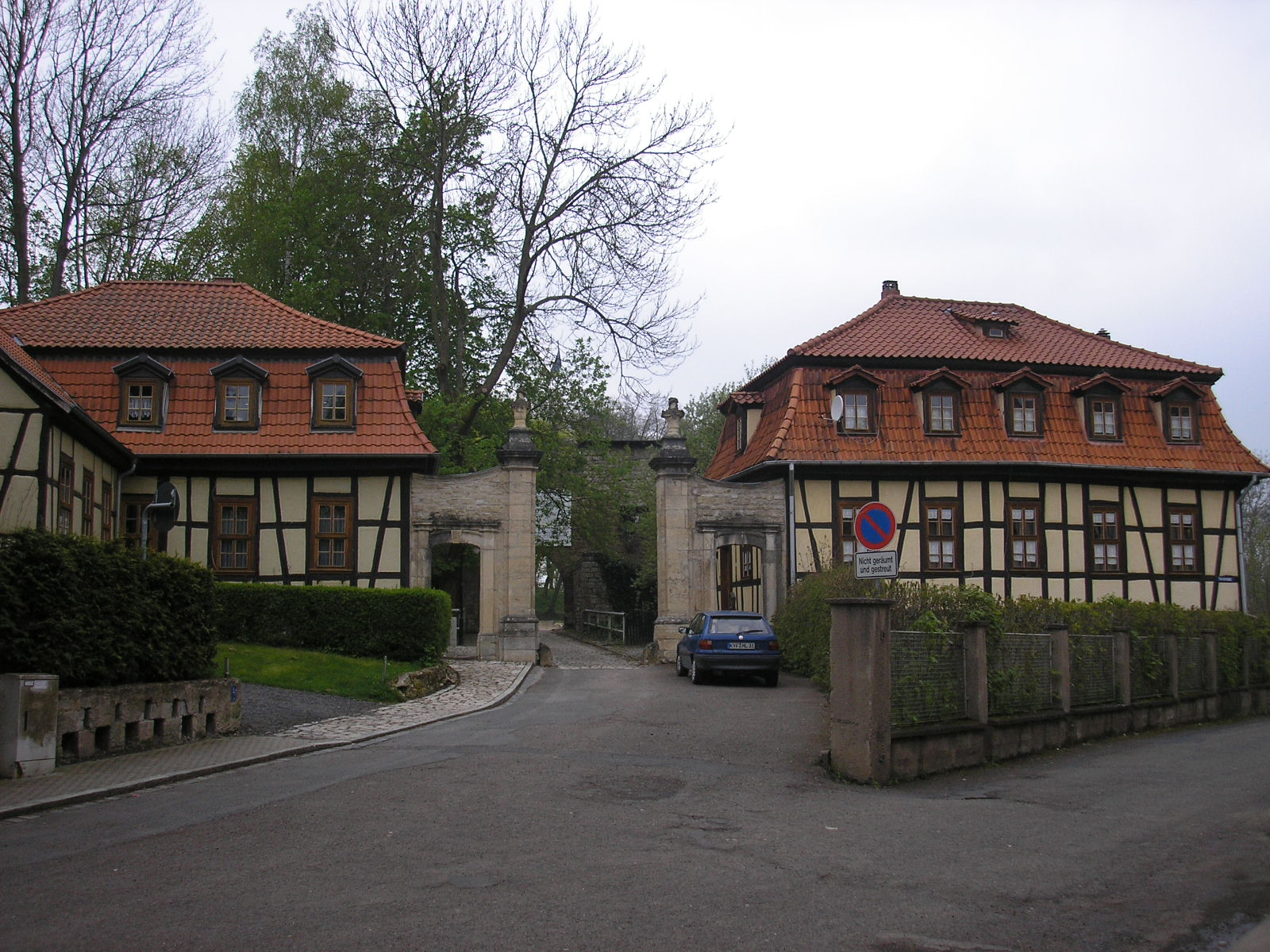
Torhäuser
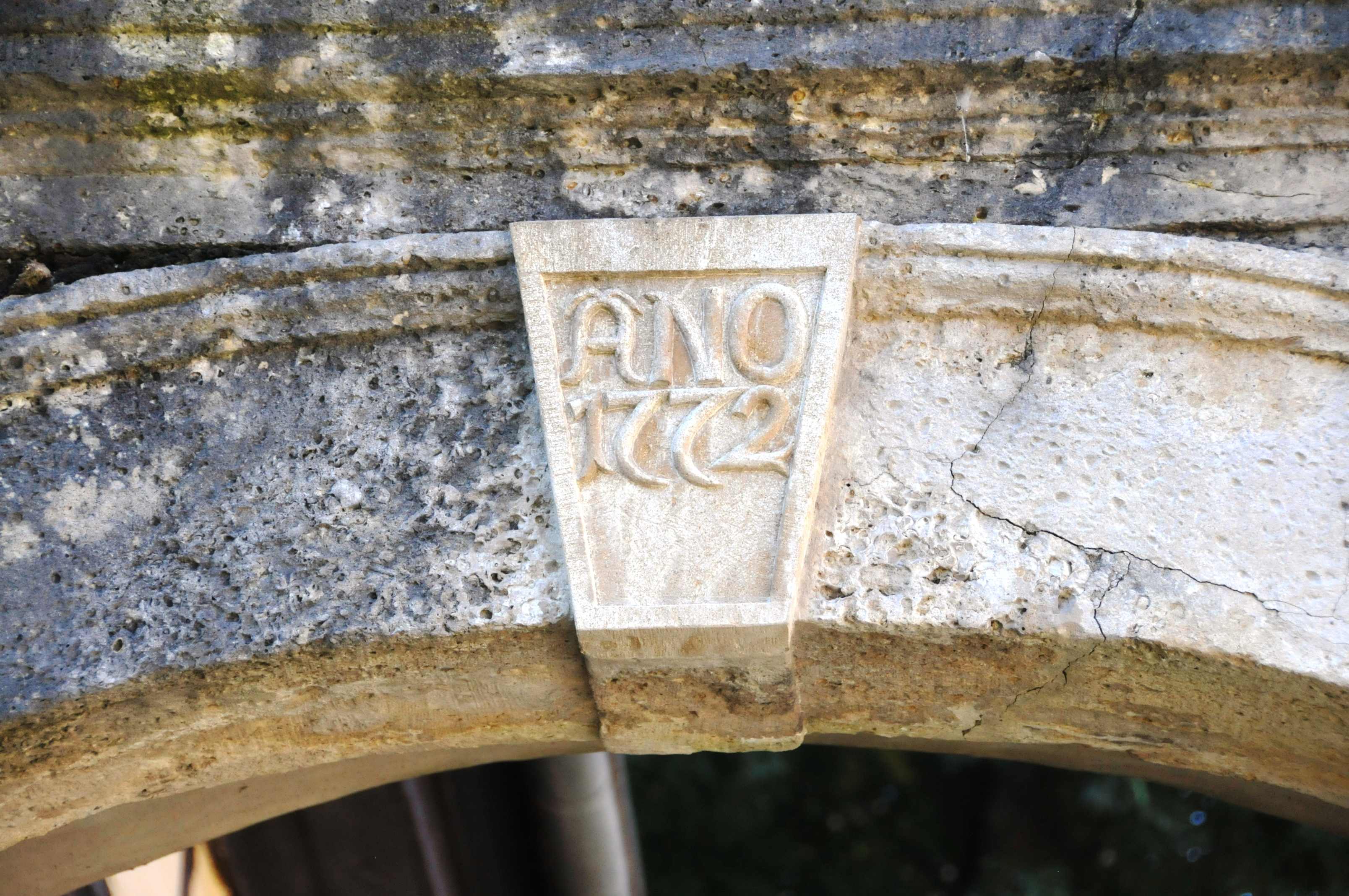
Schlussstein des nördlichen Eingangstors (2017) zwischen den beiden Torhäusern, gleicher Stein auch im südlichen Tor
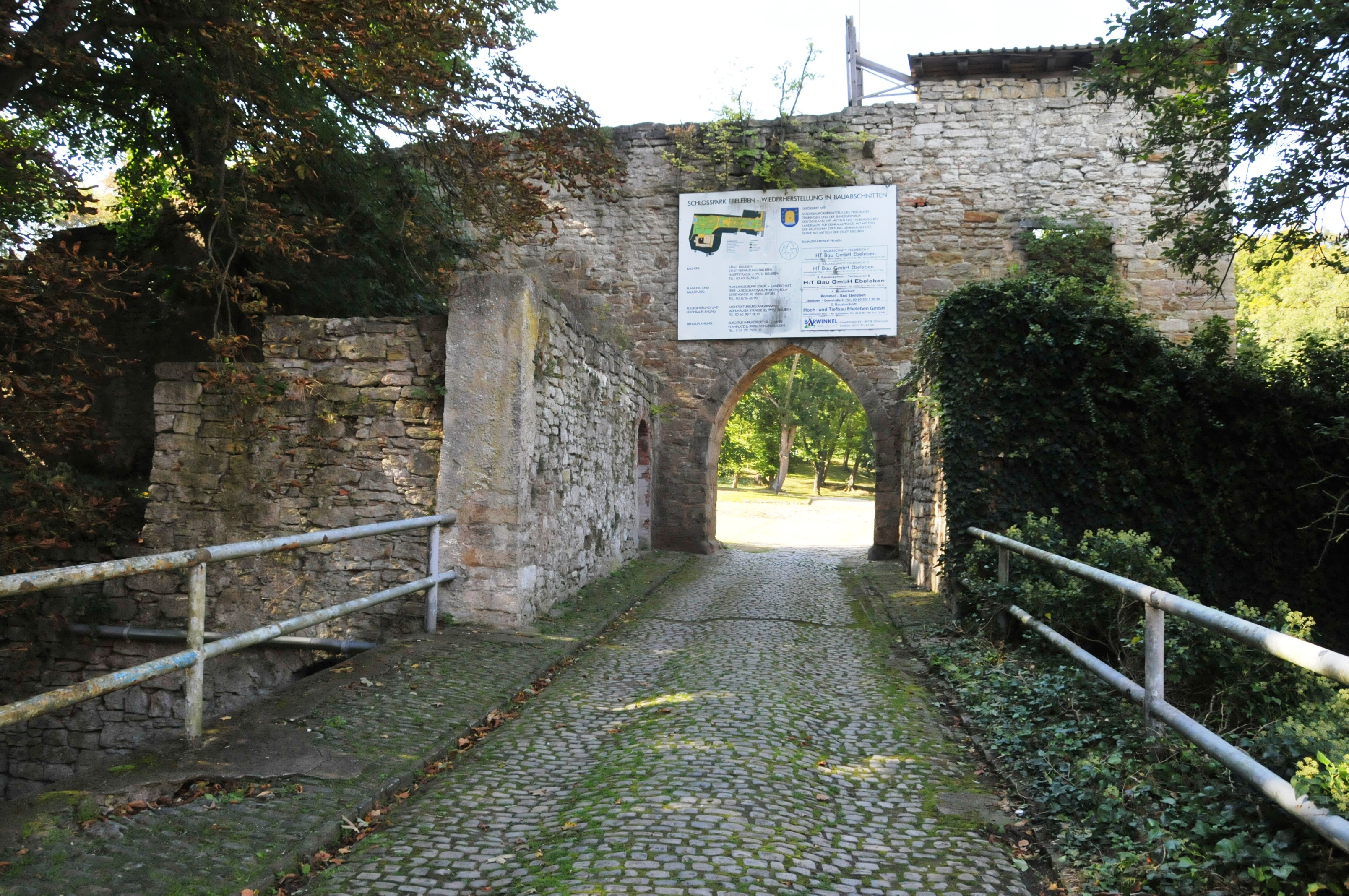
Zugang über die Schlossgrabenbrücke zum Osttor (2017)
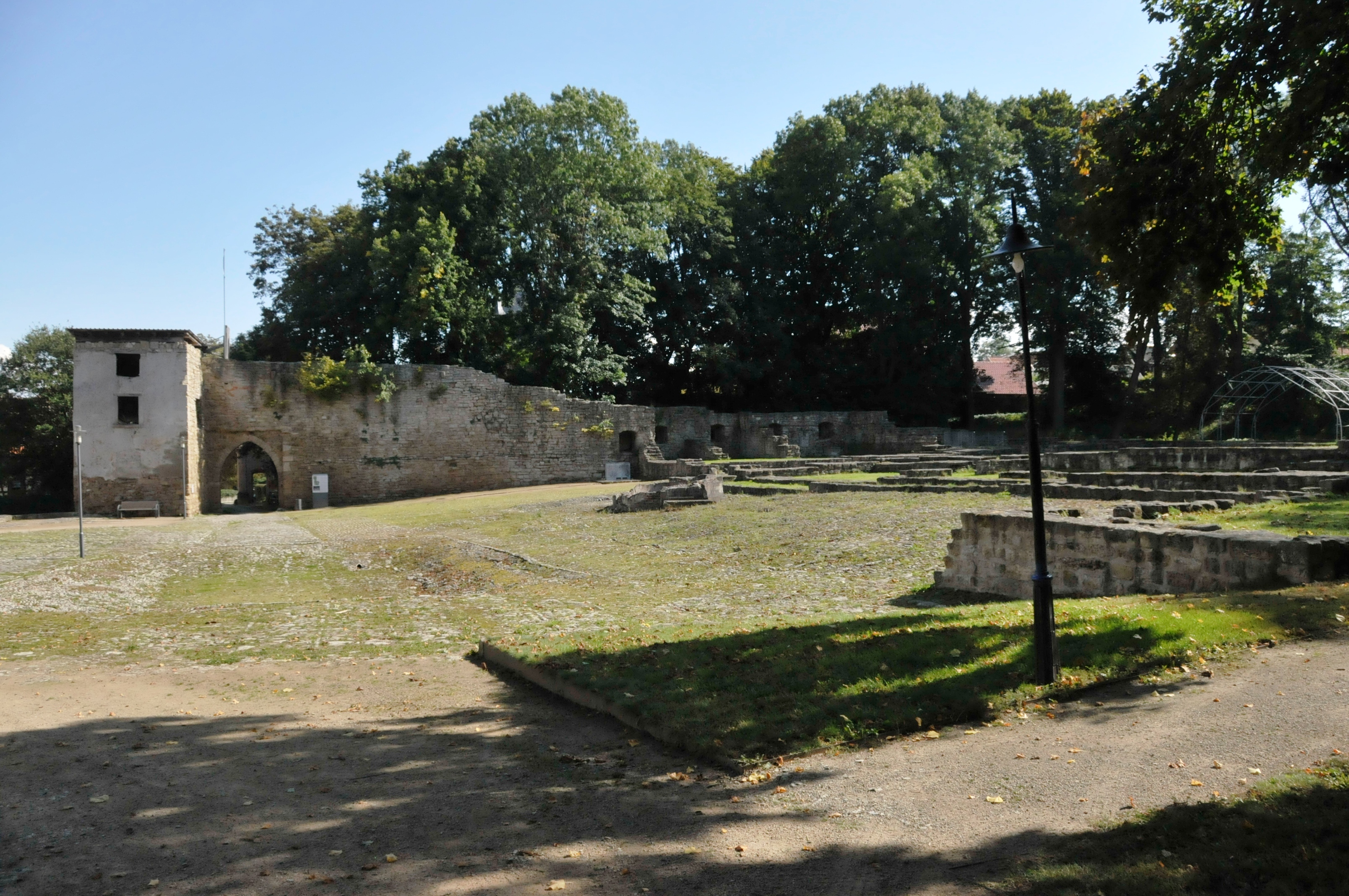
Schlossruinen und Toranlage (2017)
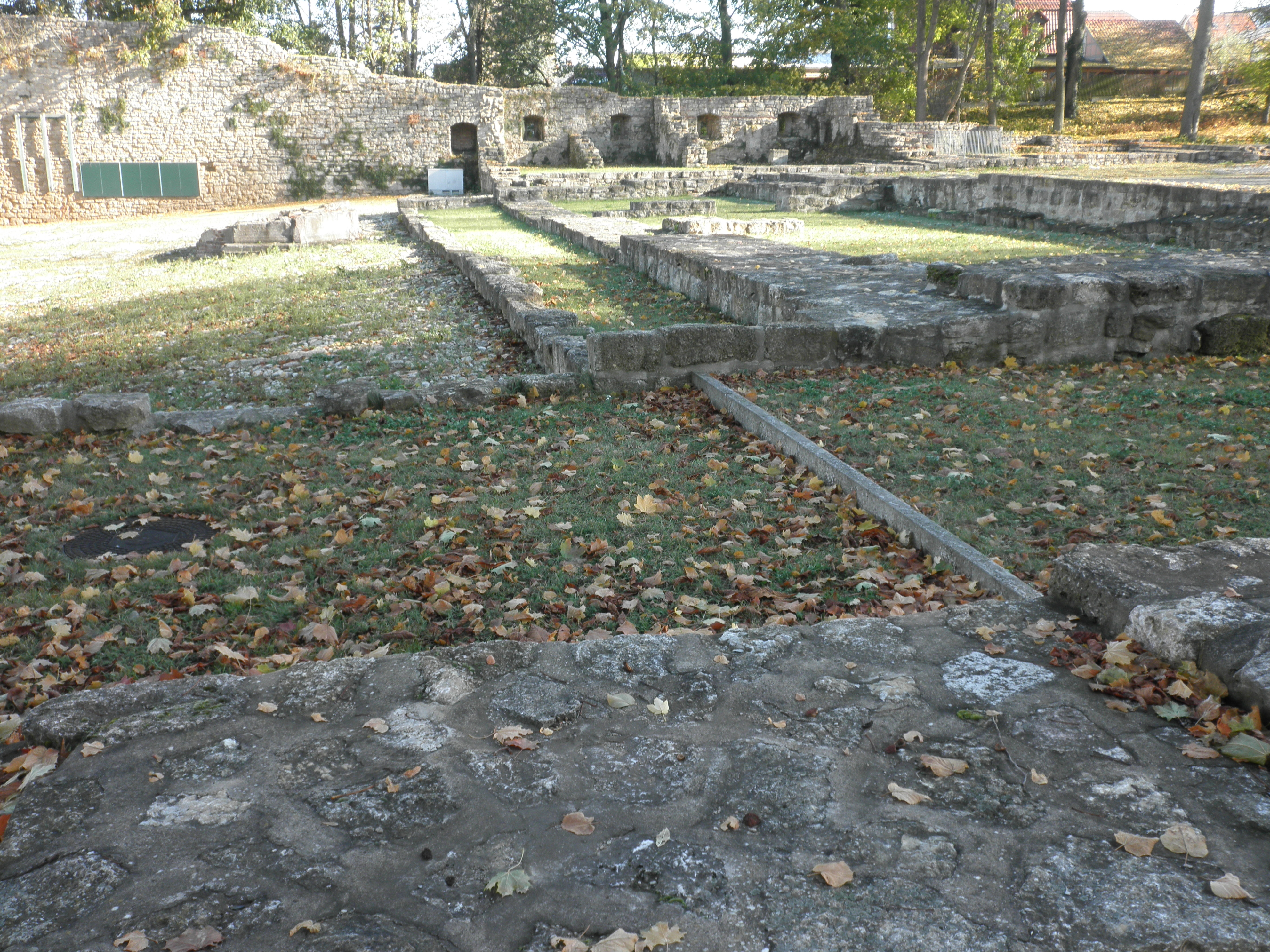
Schlossfundamente (2012)
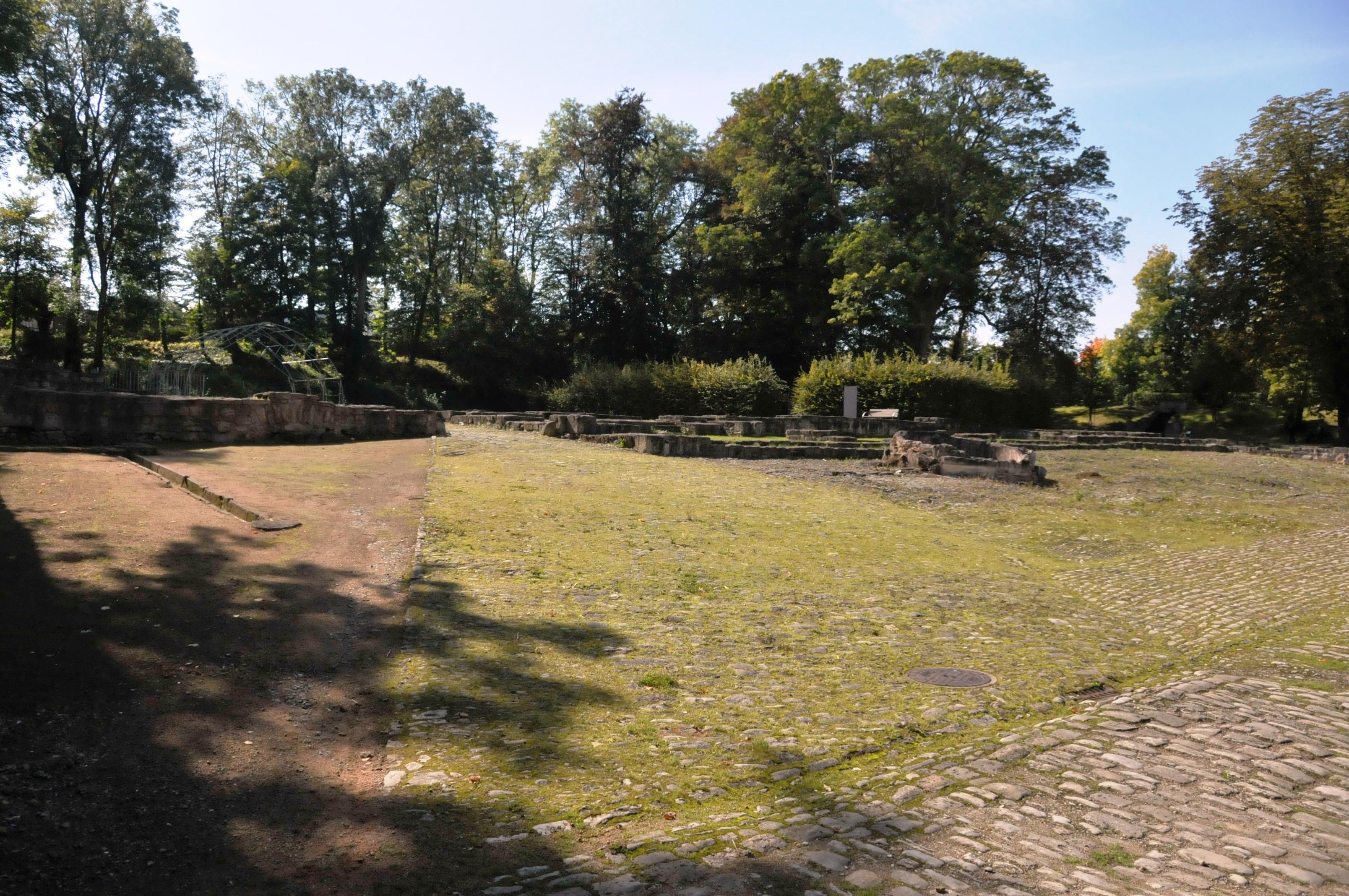
Fundamente (2017)
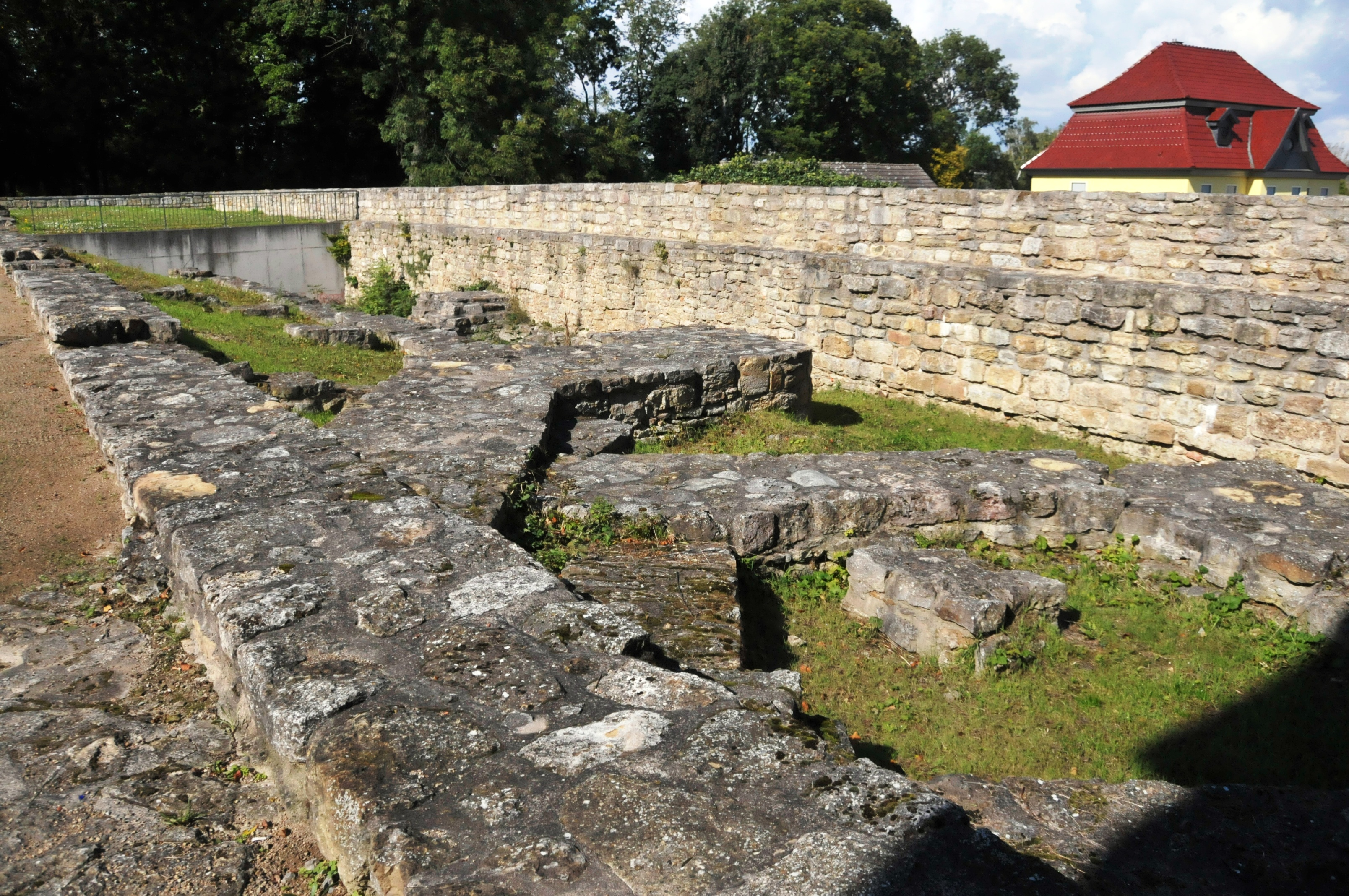
Fundamente (2017)

### Schlosspark
In der ersten Hälfte des 17. Jahrhunderts wurden durch Christian Günther I. (1578–1642) der westliche Wassergraben verfüllt und der Ehrenhof („Cour d’honneur“, im Bild Nr. 14) angelegt. Das waren die ersten Gartenbaumaßnahmen. Aufschüttungen veränderten die Topografie der Anlage und es entstand ein oberes Parterre (11) mit einem großen Wasserbassin (12). Am Nordhang wurde die große Kaskade (8) unterhalb des Rondells (10) geschaffen. Ludwig Günther II. (1621–1681), der Sohn des Vorgenannten, setzte die Arbeiten am Barockgarten fort. Prinz August I. (1691–1750) trieb die Verschönerung des Gartens voran. Der Schlosspark erlebte seine Blütezeit ab 1774 durch Fürst Christian Günther III. (1736–1794). Er befindet sich westlich des ehemaligen Schlosses und wurde im französischen Stil unter geschickter Ausnutzung der topografischen Verhältnisse gestaltet. 
Ausgerichtet ist seine 322 m lange und 18 Höhenmeter überwindende Nord-Süd-Achse jedoch nicht auf das Schloss, sondern auf das barocke Palmenhaus (1), ein Orangeriegebäude am nördlichen Ende des Parks, das 1774 errichtet wurde und bis heute erhalten ist. Das Gebäude wird flankiert von zwei Gewächshäusern. Die beiden Sommer- bzw. Winterlinden wurden 1883 gepflanzt.

#### Brunnen
Im unteren Teil des Parks befinden sich zahlreiche Brunnenfiguren (3 und 4), die Szenen aus einer Hirschjagd darstellen und um 1725 von Christian Johann Biedermann (vor 1664-nach 1740) gestaltet wurden. in den beiden kleinen runden Brunnen am Orangeriegebäude (3) galoppieren zwei Reiter durch das seitlich weg spritzende Wasser und blasen das Jagdhorn. Der zentral gelegene Hirschbrunnen (4) hat einen Durchmesser von 9 m und stellt in der Mitte einen Hirsch dar, den die Hunde niederhalten. Ursprünglich ergoss sich aus dem Hinterteil des Hirsches eine Fontäne. Vier weitere Hunde spritzen Wasser vom Beckenrand in die Mitte.

#### Großplastiken
Weiter südlich befinden sich klassizistische Großplastiken (neben 8), die die Treppen begleiten und Johann Christoph Klemm zugeschrieben werden. Die sechs Großplastiken an der großen Kaskade sind heute noch fast unbeschädigt. Sie wurden aus Seeberger Sandstein hergestellt und waren ursprünglich mit Bleiweiß bestrichen. Sie stammen aus der 2. Hälfte des 17. Jahrhunderts. Vier Figuren sind überlebensgroß, die beiden anderen lebensgroß. Sie sind ein Werk des Greußener Bildhauers Johann Christoph Klemm. Drei Figuren stellen je drei der vier Elemente bzw. Jahreszeiten dar. Die Figuren sind, von oben nach unten, also in Nordrichtung aufgezählt:
- rechts außen: Minerva, Göttin der Weisheit, der Kunst und des Krieges
- rechts innen: Flora, Göttin der Blüten und Gärten, der Jugend und der Lebensfreude
- links innen: Ceres, Göttin des Ackerbaus, der Fruchtbarkeit und der Ehe
- links außen: Proserpina, Göttin der Toten- und Unterwelt und der Fruchtbarkeit
- unten rechts: Pomona, Göttin der Baumfrüchte
- unten links: Merkur, Gott der Wanderer, Kaufleute, Hirten und Schelme sowie Götterbote
- unten in der Mitte des Wasserbeckens: Neptun, Gott des Wassers

Die Ausmaße des Ehrenhofs sind durch im Boden verlegte Muschelkalkplatten gekennzeichnet.
Verschiedene Wasserspiele, Kaskaden (z. B. 13), Boskette und gestaltete Beete mit Skulpturen, angeordnet in geometrischen Formen auf drei Terrassen waren der ideale Rahmen für die höfische Kultur.
In der ersten Hälfte des 20. Jahrhunderts verfiel die Gartenanlage zusehends. Der nördliche Gartenbereich wurde als Nutzgarten für das Karl-Marien-Haus umgestaltet und genutzt. Nachdem der Garten für die Öffentlichkeit freigegeben worden war, traten Verluste an den Kleinarchitekturen und Skulpturen ein. Die Bemühungen durch einen Verschönerungsverein wurden durch den Zweiten Weltkrieg unterbrochen. Im April 1945 zerstörten Brandbomben und Granaten die Schlossanlage. 
Nachdem der Schlosspark zu DDR-Zeiten verwildert war, wurde in den letzten Jahren langsam mit der Wiederherstellung begonnen. Im nördlichen Teil um das Palmenhaus ist sie bereits abgeschlossen.

## Bilder

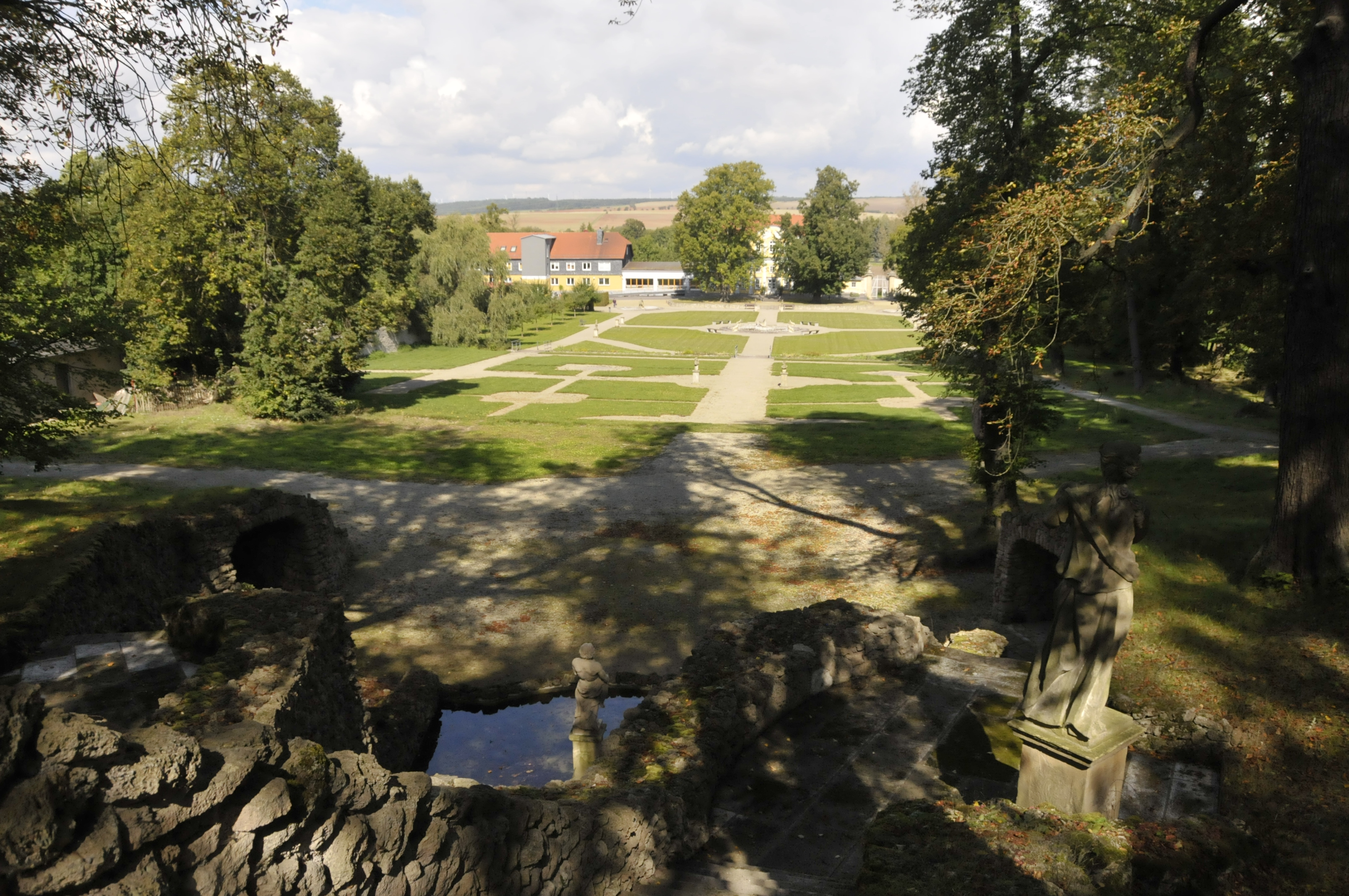
Blick von der großen Kaskade in den nördlichen Teil des Schlossparks (2017)
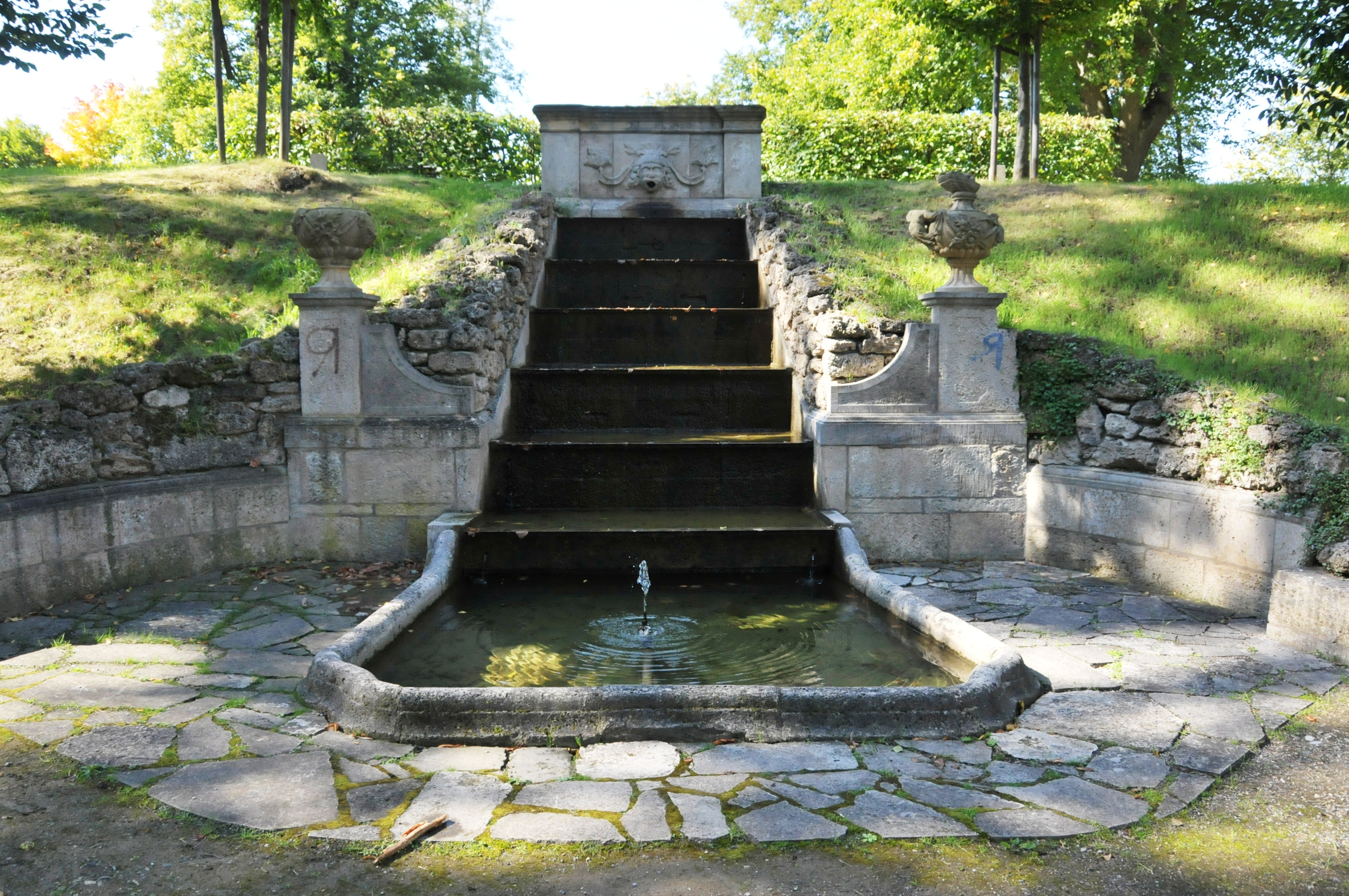
Kleine Kaskade (2017)
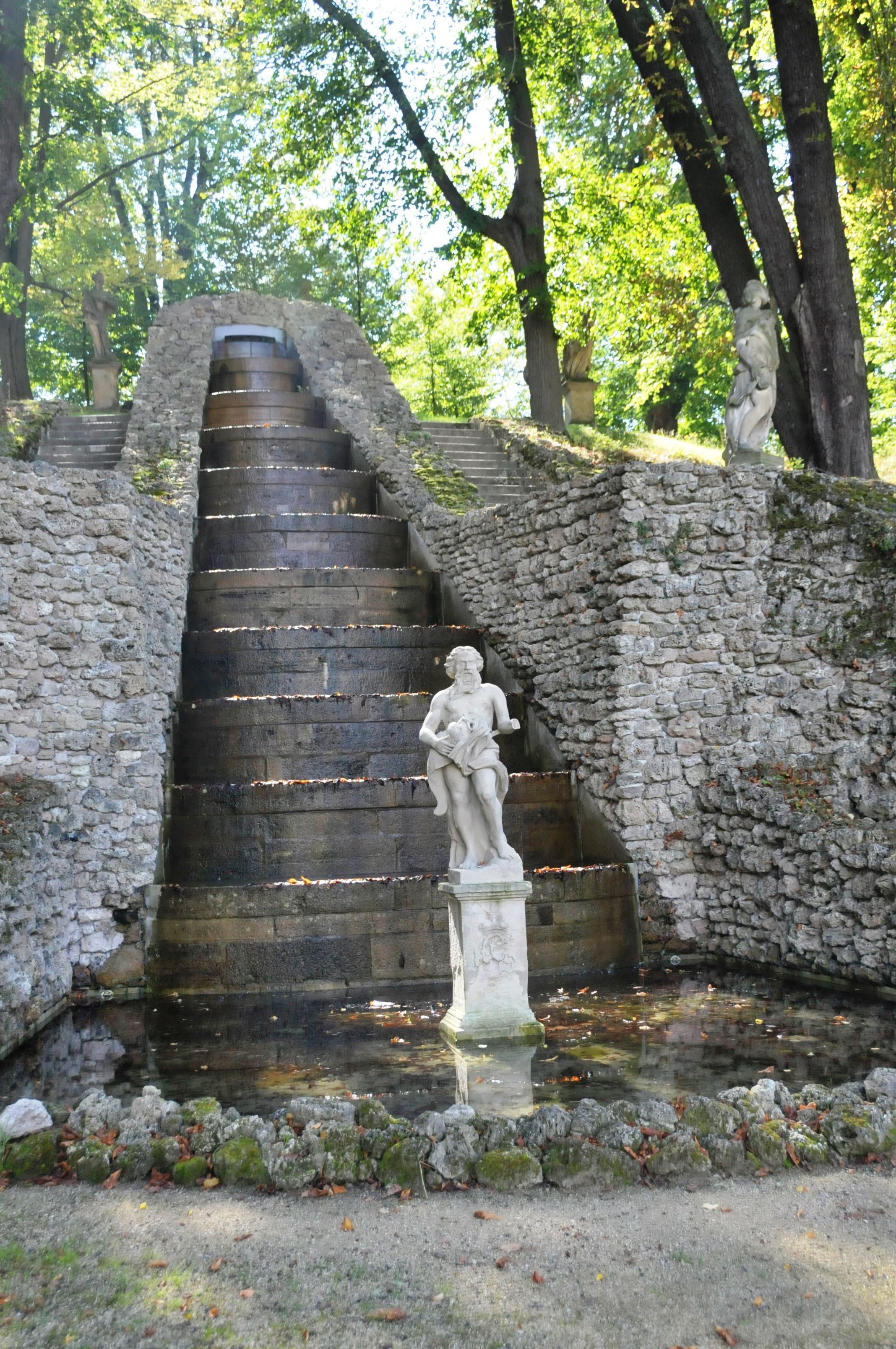
Große Kaskade (2017)
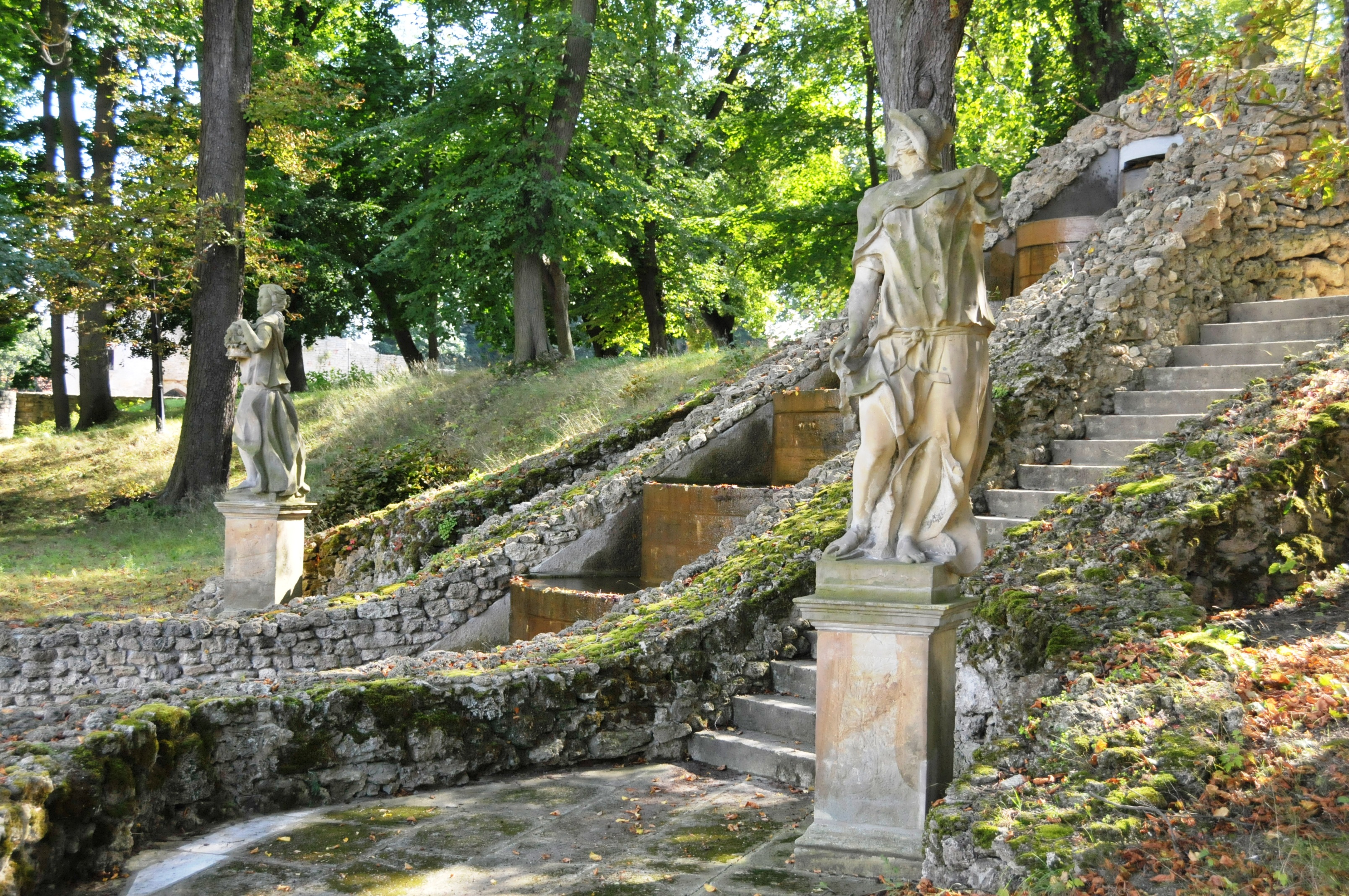
Skulpturen an der großen Kaskade: re. Merkur, li. Pomona
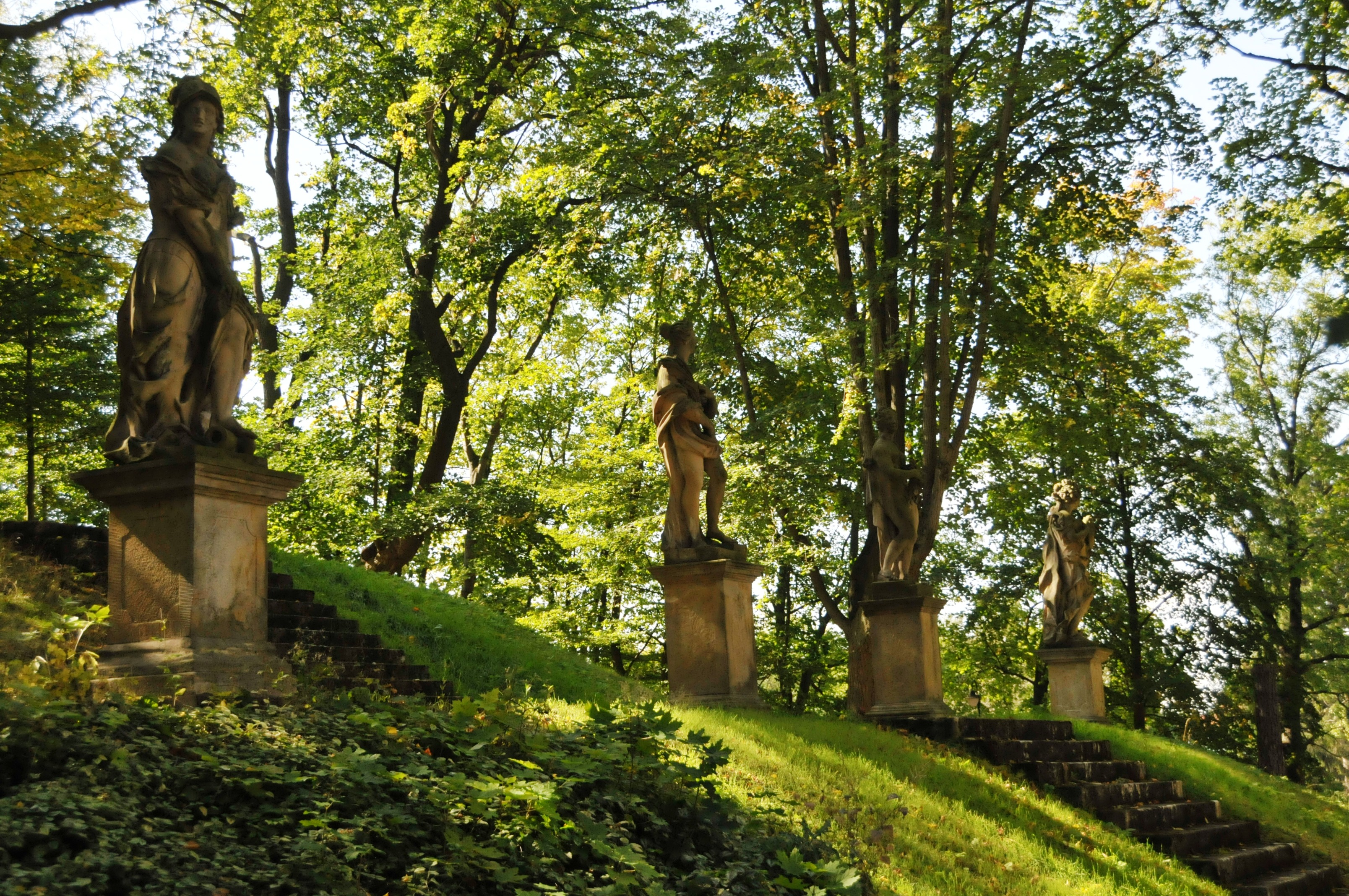
Skulpturen oberhalb der großen Kaskade: v. l. n. r.: Minerva, Flora, Ceres, Proserpina
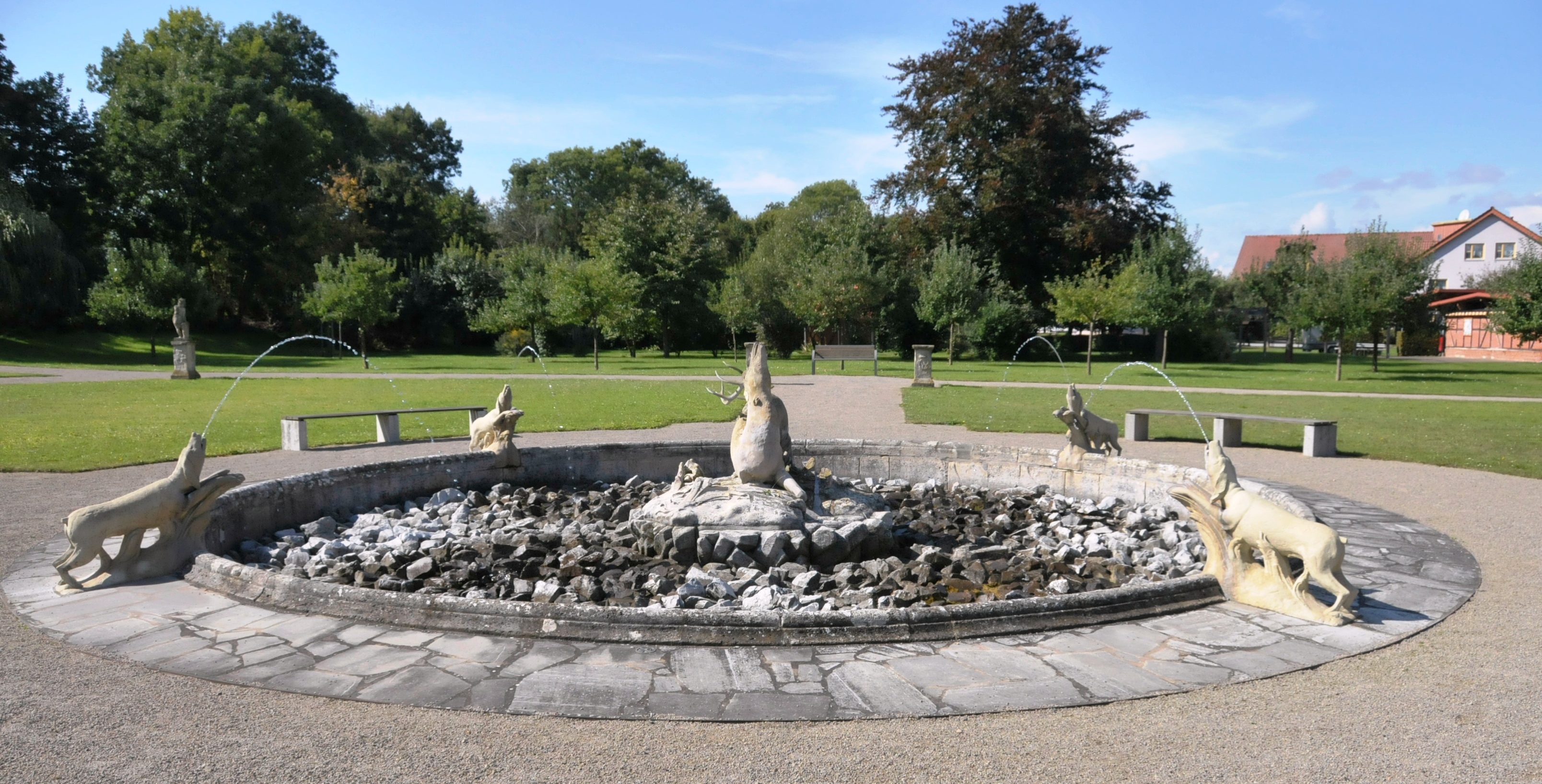
Hirschbrunnen mit 9 m Durchmesser
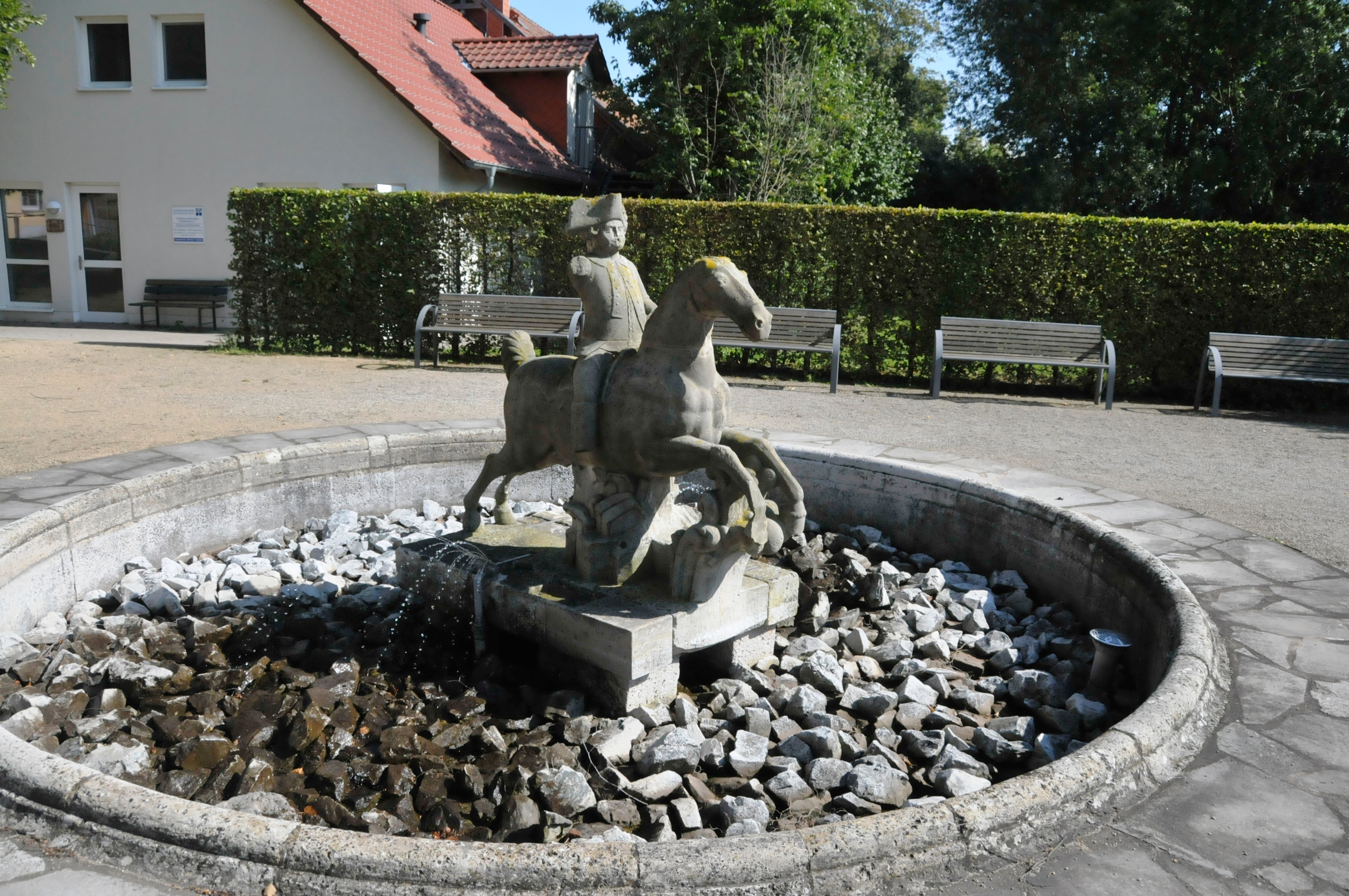
Östlicher Rundbrunnen
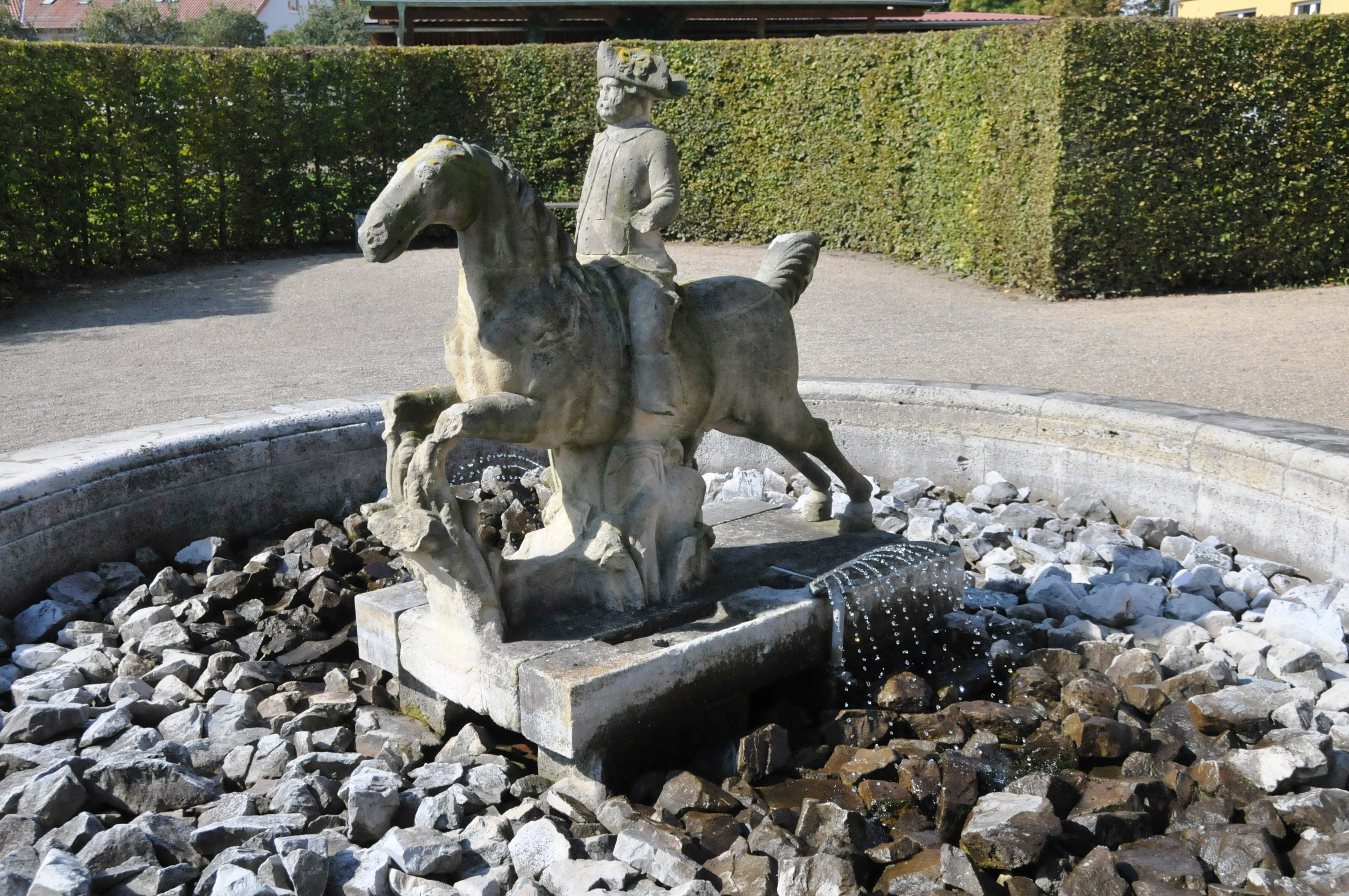
Westlicher Rundbrunnen
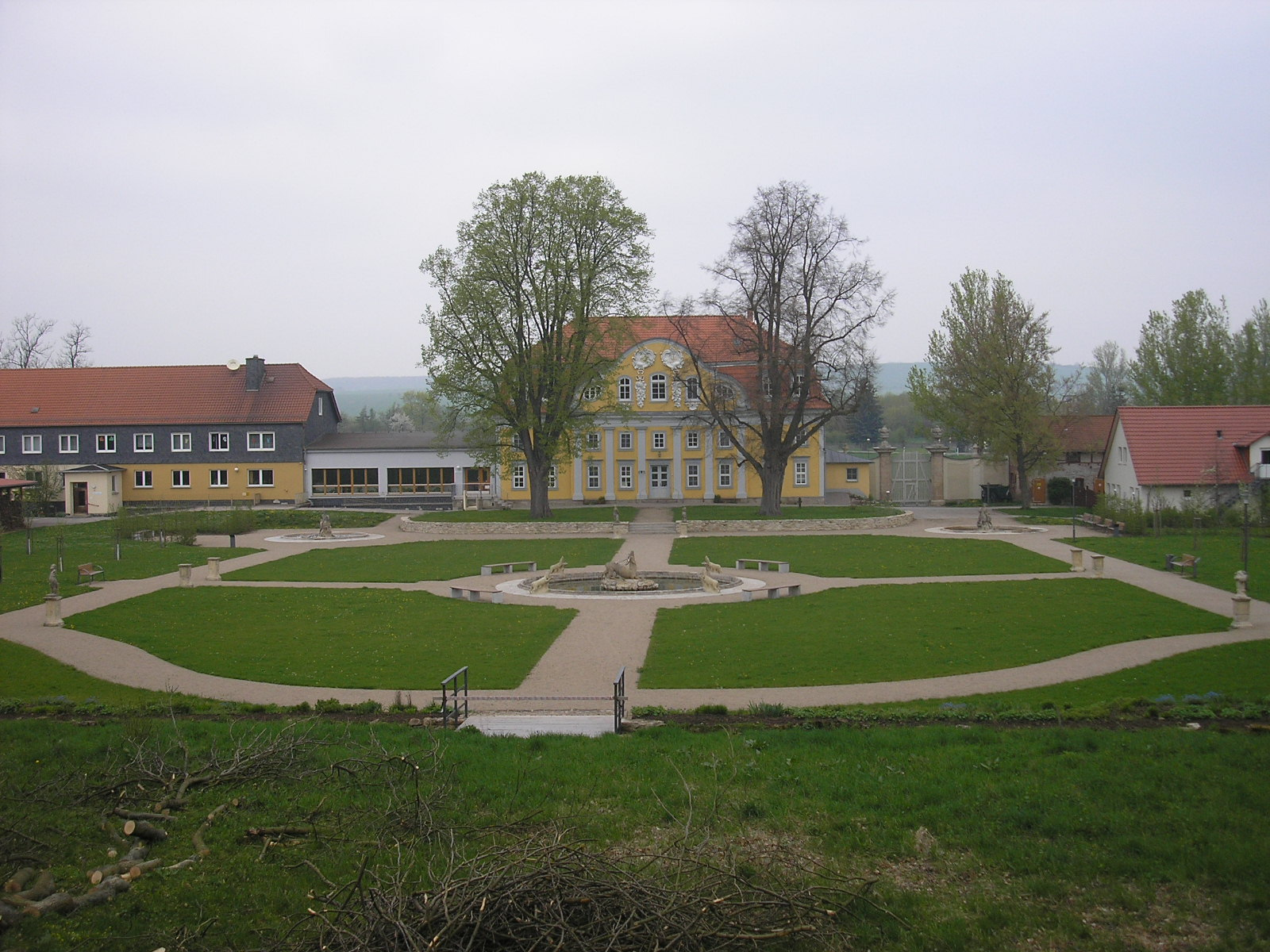
Unterer Parkteil und Palmenhaus (2017)
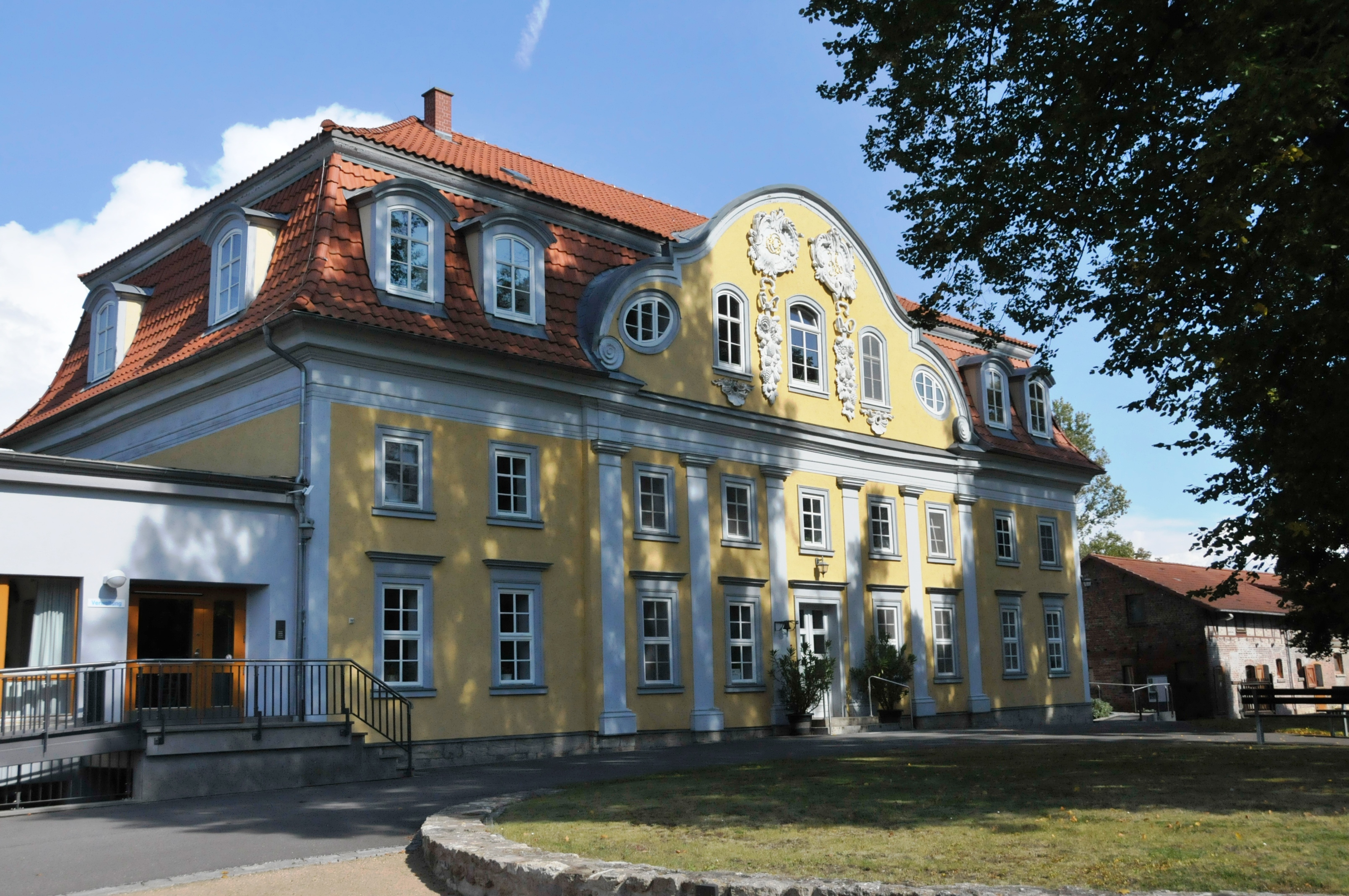
Palmenhaus (2017)
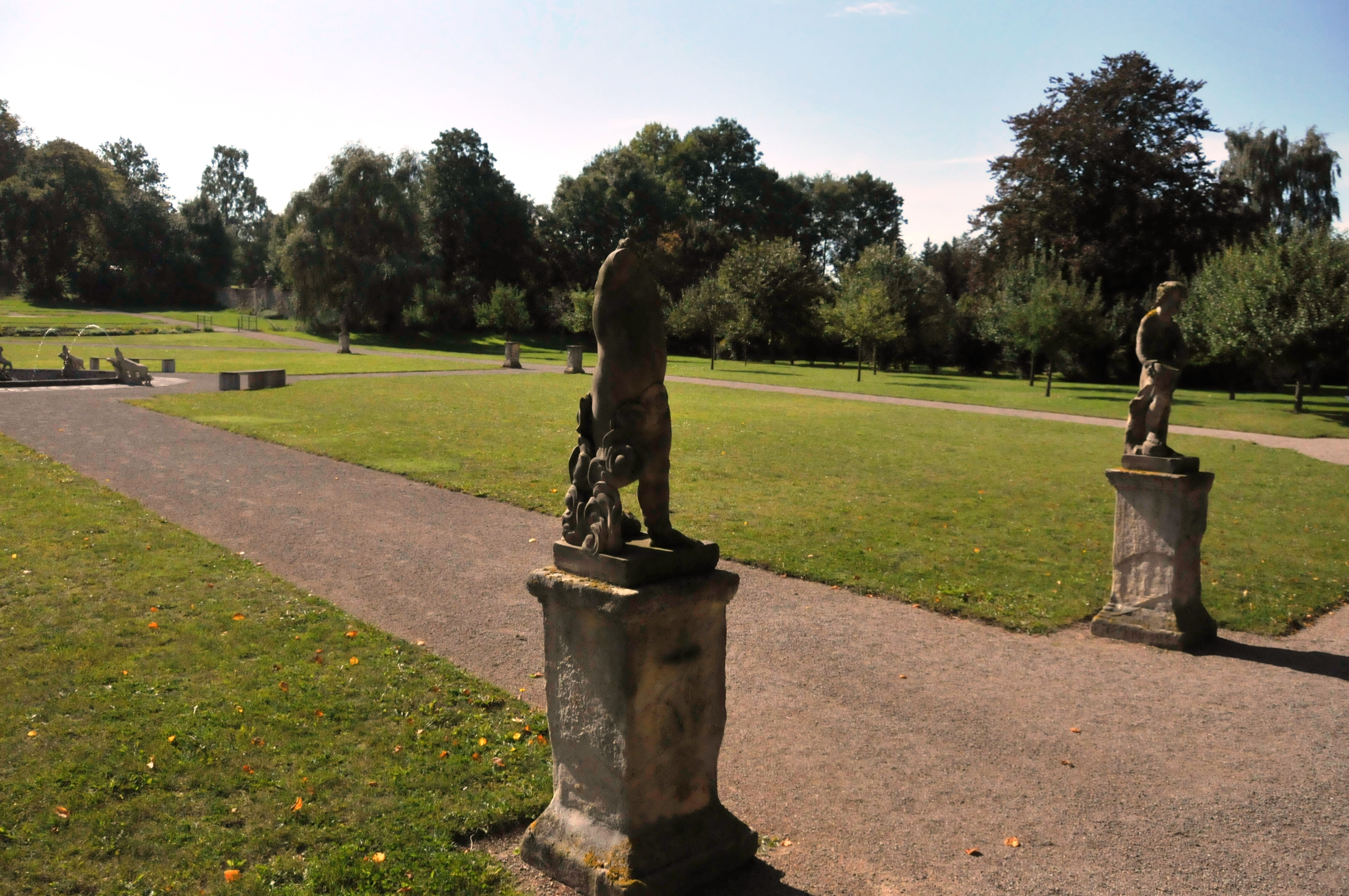
Skulpturen (2017)
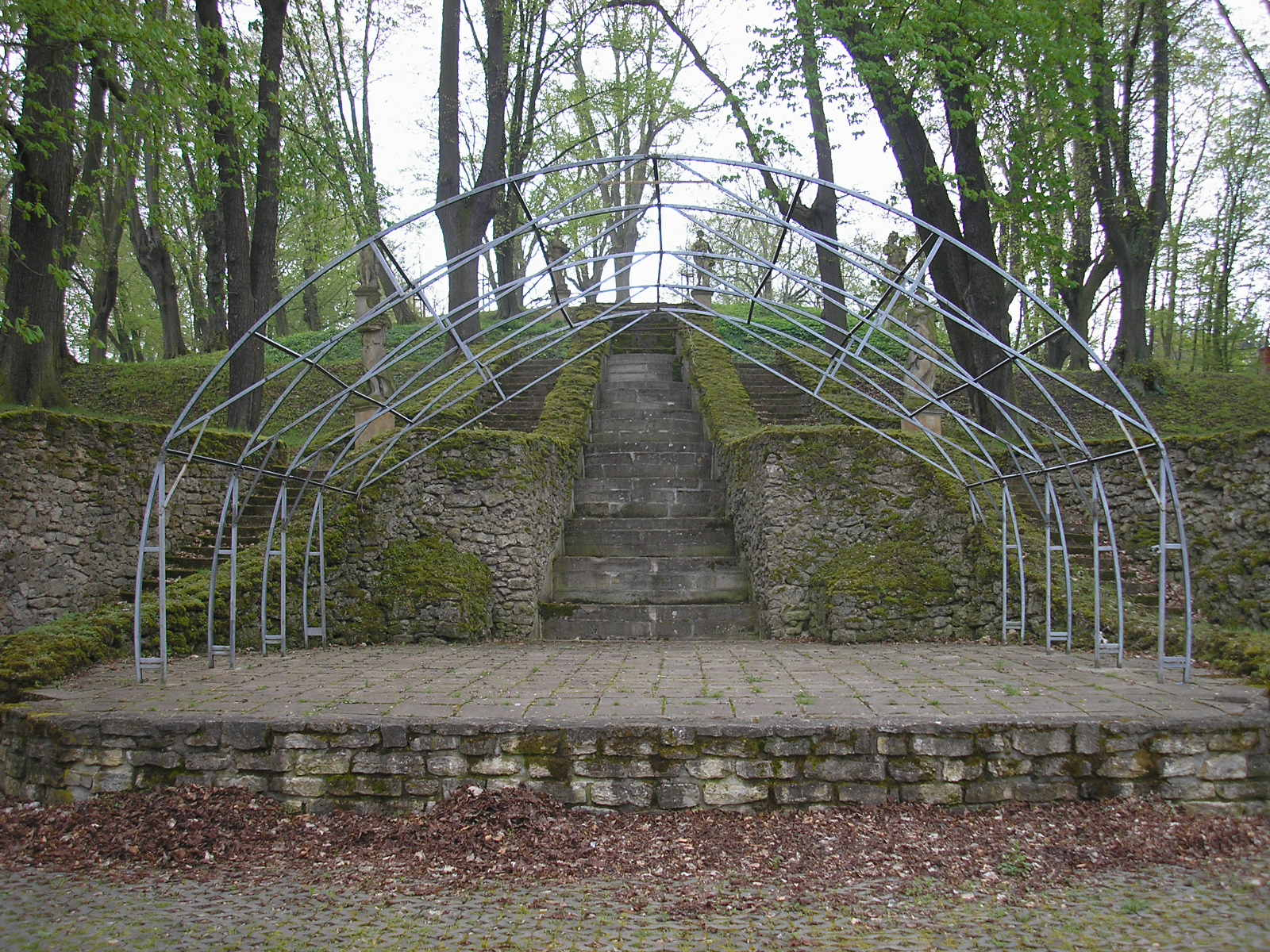
Südlicher, 2009 noch unsanierter Teil mit Wasserkunst